# Nowyj Ryczan
Nowyj Ryczan (ros. Новый Рычан) – wieś w Rosji, w obwodzie astrachańskim, w rejonie wołodarskim. W 2010 liczyła 997 mieszkańców, głównie Kazachów.